# شهرستان آکوشینسکی
شهرستان آکوشینسکی (به لاتین: Akushinsky District) یک منطقهٔ مسکونی در روسیه است که در داغستان واقع شده‌است.